# Vintervägatjärnen (Lycksele socken, Lappland, 720284-164412)
Vintervägatjärnen är en sjö i Lycksele kommun i Lappland och ingår i Umeälvens huvudavrinningsområde. Vintervägatjärnen ligger i Vindelälven Natura 2000-område.